# Johannes Evangelist von Dalberg
Johannes Evangelist von Dalberg (* 21. Juni 1909 in Datschitz; † 21. April 1940 ebenda) war der letzte männliche Stammhalter der adeligen Familie von Dalberg.

## Herkunft
Johannes Evangelist war einer von zwei Söhnen von Friedrich X., Herr zu Datschitz (* 29. Januar 1863; † 9. März 1914) und seiner Frau Karoline (* 9. Januar 1874; † 13. November 1935), Tochter von Joseph Anton von Raab und Maria Ludovika von Bernhausen.

## Leben

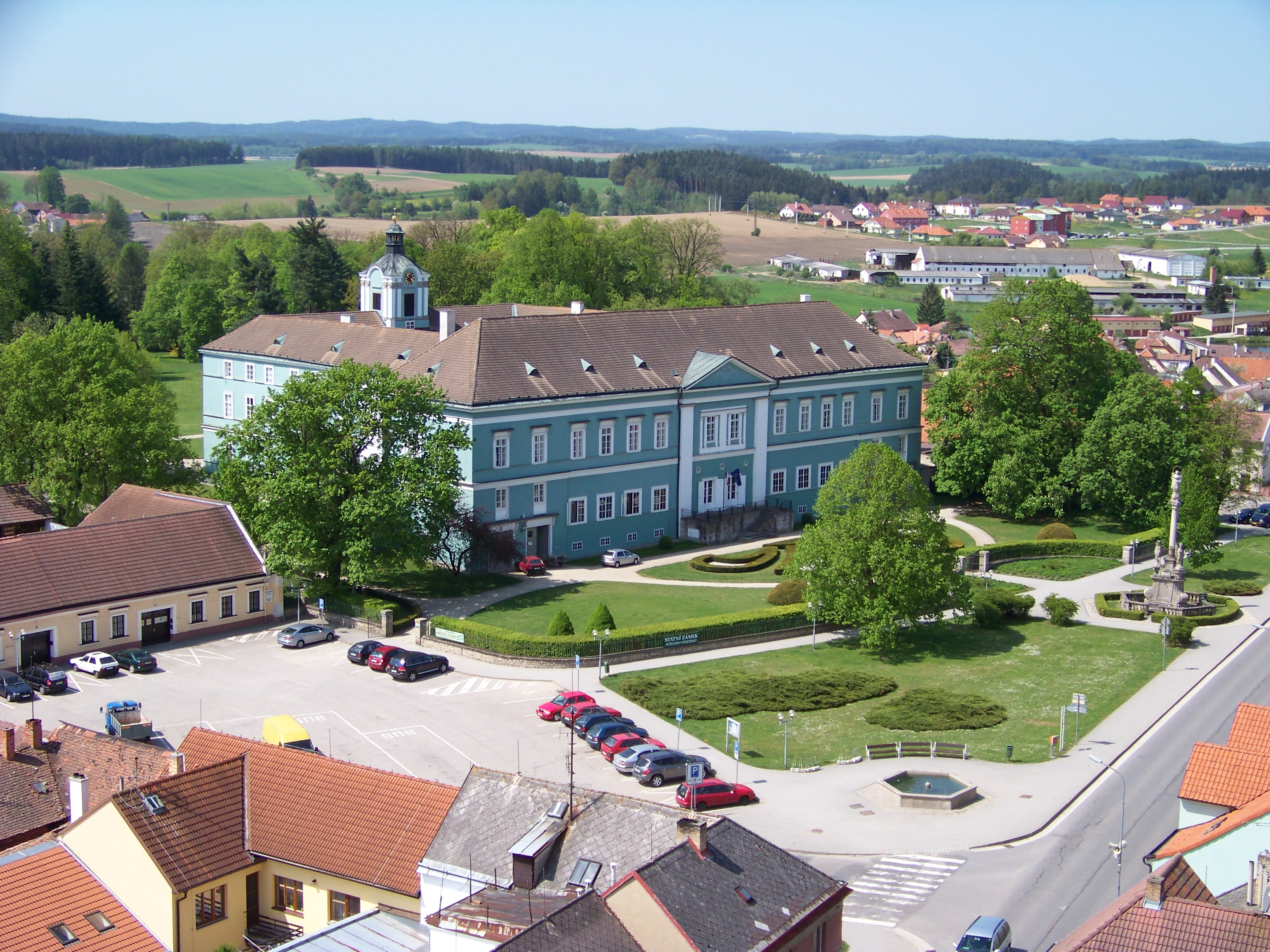
Schloss Datschitz

Johannes Evangelist war fünf Jahre alt, als der Vater starb. Auch sein älterer Bruder war damals noch minderjährig. Die Mutter verwaltete das Vermögen. Johannes Evangelist besuchte zunächst eine Privatschule, dann die Realschule und das Realgymnasium in Iglau und Brünn, wo er die Schule mit 14 Jahren beendete. 1918 wechselte Johannes Evangelist bei Gründung der Tschechoslowakei die Staatsbürgerschaft und verlor mit der generellen Aufhebung der Adelstitel auch seinen. Er besaß ein Automobil. Nachdem sein älterer Bruder, Joseph Maria Friedrich (* 29. April 1906 in Datschitz; † 16. Oktober 1929 in Wien), 1935 seine Mutter und 1937 seine Tante Sophie gestorben waren, blieb er allein in Schloss Datschitz zurück. Er hatte literarische Ambitionen, liebte Bücher und das Theater. Die Weltwirtschaftskrise traf auch seine Besitzungen. Aus wirtschaftlichen Gründen verkaufte er 1934 das Gut in Rodenbach. Das Archiv der Familie – bis dahin in der Güterverwaltung in Aschaffenburg aufbewahrt – gab er als Depositum an das Hessische Staatsarchiv Darmstadt.
Johannes Evangelist blieb unverheiratet und starb 1940 bereits im Alter von 31 Jahren. Damit erlosch die Familie Dalberg im Mannesstamm.  Beerbt wurde er von seiner Cousine, Maria Anna von und zu Dalberg, die mit Prinz Franz Emanuel Konstantin zu Salm und Salm-Salm (1876–1965) verheiratet war. Das dalbergische Erbe (Weingut und Schloss in Wallhausen) befindet sich seitdem in der Familie der Prinzen zu Salm-Salm, deren jeweiliger Erbe sich auch zu Salm-Dalberg nennt, gegenwärtig Prinz Michael zu Salm-Salm. Allerdings wurden die in der Tschechoslowakei gelegenen Güter 1945 enteignet.